# Karrar (Flugzeug)

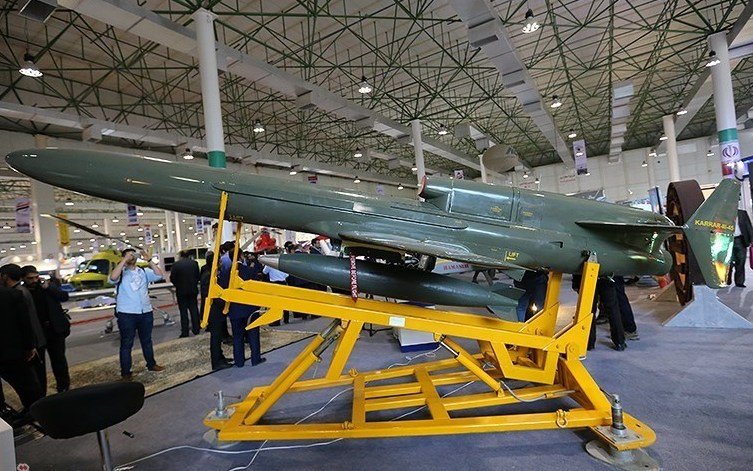
Drohne Karrar

Karrar („Stürmer“) ist die Bezeichnung für ein unbemanntes iranisches Flugzeug, das laut eigenen Angaben für „lange Strecken“ und zum Tragen von Bomben tauglich ist. Die Drohne wurde von Irans Präsidenten Mahmud Ahmadinedschad am 22. August 2010 vorgestellt, einen Tag nach der offiziellen Eröffnung des Kernkraftwerks Buschehr. Sie wurde als Symbol für den Fortschritt der iranischen Verteidigungsindustrie präsentiert und hat angeblich eine Reichweite von 1000 Kilometern und eine Waffenlast von 230 kg. Sie ist etwa vier Meter lang und erreicht eine Höchstgeschwindigkeit von 900 km/h. Ahmadinedschad bezeichnete den Jet als einen „Botschafter des Todes für die Feinde der Menschheit“. Sie diene ausschließlich der Abschreckung und Selbstverteidigung.
Die militärische Analyse-Plattform Global Security geht davon aus, dass es sich bei der Drohne um ein System handelt, das technologisch auf der südafrikanischen Denel Aerospace Systems Kentron HTD -1 Skua Hochgeschwindigkeits-Drohne basiert. Auch seien Elemente der russischen Tu-143-VR-3-Aufklärungsdrohne “Reis” Pate gestanden.